# 2012 TC4
2012 TC4 é um asteroide Apollo e próximo da Terra, tem aproximadamente 15 metros de diâmetro. Foi observado primeiramente pelo Pan-STARRS no Observatório de Haleakala na ilha havaiana de Maui.
Entretanto o asteroide teve uma pequena janela de observação de sete dias entre 4 e 11 de outubro de 2012, portanto a distância exata da sua maior aproximação é incerta. O asteroide já fez outra aproximação da Terra de 0,000634 UA (0,247 distâncias lunares) em 12 de outubro de 2012, a ocasião de sua descoberta.

## Descrição
Em 12 de outubro de 2017 às 5:42 GMT (01:42 da manhã no Horário de Brasília), o asteroide passou a 0.0003352 AU (50.150km) da Terra. O Sentry e o NEODyS não mostraram chances de que o objeto colida com a Terra antes de 12 de outubro de 2017. Em 13 de outubro de 2017 , a missão NEO Mission II aterrissou suavemente com Glider na superfície do asteróide para coletar amostras de solo, Bambi George retornou com 4 amostras e a pesquisa em cima deles ainda será conduzida.

## Mudanças na órbita
Como resultado da aproximação frequente do 2012 TC4 para a Terra, sua órbita muda em um período de algumas décadas. Suas duas aproximações e seus efeitos estão mostrados abaixo:
| Data       | Evento                  | Semieixo maior (AU) | Periélio (AU) | Afélio (AU) | Excentricidade | Inclinação (°) | Argumento do periélio (°) | Nó ascendente (°) |
| ---------- | ----------------------- | ------------------- | ------------- | ----------- | -------------- | -------------- | ------------------------- | ----------------- |
| 01-10-2012 | pré-aproximação de 2012 | 1.2744              | 0.9015        | 1.6472      | 0.2926         | 1.4097         | 234.7282                  | 198.5560          |
| 12-10-2012 | aproximação de 2012     | 1.3837              | 0.9115        | 1.8559      | 0.3413         | 1.2320         | 228.5354                  | 198.4622          |
| 30-10-2012 | pós-aproximação de 2012 | 1.3893              | 0.9305        | 1.8480      | 0.3302         | 0.8582         | 223.1271                  | 198.1033          |
| 01-10-2017 | pré-aproximação de 2017 | 1.4155              | 0.9410        | 1.8901      | 0.3353         | 0.8566         | 221.8553                  | 198.0054          |
| 12-10-2017 | aproximação de 2017     | 1.7076              | 0.9522        | 2.4630      | 0.4424         | 0.1693         | 218.4570                  | 193.6520          |
| 30-10-2017 | pós-aproximação de 2017 | 1.6492              | 0.9711        | 2.3273      | 0.4112         | 0.5327         | 248.6359                  | 208.5051          |
| 01-01-2050 | pré-aproximação de 2050 | 1.6226              | 0.9688        | 2.2765      | 0.4030         | 0.5266         | 266.6192                  | 197.8009          |

1. ↑  Distância média do Sol
2. ↑  Menor distância do Sol
3. ↑  Maior distância do Sol
4. ↑  Elíptica da órbita
5. ↑  Ângulo entre o plano orbital e a Elíptica
6. ↑  Ângulo do periélio
7. ↑  Ângulo entre seu periélio e onde é cruzada a eclíptica